# Лоси (платформа)
«Лоси» (бел. Ласi) — остановочный пункт электропоездов в Молодечненском районе. Расположен на перегоне «Олехновичи — Уша» между платформой Бояры и станцией Уша.
Остановочный пункт расположен рядом с посёлком Ивонцевичи. Также здесь сохранилась усадьба «Дворец» и парк. Недалеко от станции расположены садоводческие товарищества. Недалеко от станции проходит трасса P28, Минск — Молодечно.

## Стоимость
Стоимость проезда от станции Минск-Пассажирский — 96 копеек, от станции Молодечно — 43 копейки.

## В пути
Время в пути, со всеми остановками от станции Минск-Пассажирский, около 78 минут.